# Trogon surucuà meridional
El trogon surucuà meridional (Trogon surrucura) és una espècie d'ocell de la família dels trogònids (Trogonidae) que habita la selva humida del sud del Brasil, el Paraguai, Uruguai i Argentina septentrional.
Tradicionalment el Trogon surucuà ha estat considerat una espècie amb dues subespècies, però recentment a la classificació del Handbook of the Birds of the World Alive (2017) han separat la població septentrional en una espècie diferent: trogon surucuà septentrional (Trogon aurantius).